# Тютюноработническа стачка (1940)
Тютюноработническата стачка е най-масовата стачка в България в годините на Втората световна война, обхванала всички основни тютюнопроизводителни центрове.
Започва заради отхвърлянето на предложенията за по-справедливи трудови договори. Подготвена е от Централния комитет на БРП и от Централната синдикална комисия. Център на стачното движение е Пловдив, в който са съсредоточени 45% от тютюневото производство. На 17 юни тютюноработниците в Пловдив излизат на протест.
На 19 започва стачка в Пловдив и Асеновград, на 21 – в София, на 24 – в Дупница, Кърджали и други градове. Стачката се разпростира и към каучуковото и захарното производство. На 24 юни е приет Законът за гражданската мобилизация и на 25 юни стачката е прекратена в Пловдив и Асеновград, а на 26 юни – в останалите градове.
След стачката надниците на индустриалните работници са увеличени с 15%.

### Вестник "Тютюноработник"
Вестникът е познат най-вече с отразяването на събития в рамките на тютюноработническата професия. Заедно с това обаче подкрепя усилията за по-добри работни условия и на други пролетарии в цялата страна, като в случай на появата на стачки и значими събития за работническата класа в който и да е сектор, вестникът се застъпва за работническия интерес.
Що се отнася до Тютюноработническата стачка от 1940-та година, то се признава приносът, който вестник "Тютюноработник" има към информирането на българските граждани относно действия на работници и реакциите на господарската класа, съответно и към затвърждаването на колективното съзнание на българския народ за борба срещу несправедливостите, пораждани от капиталистическия ред. Вестникът предлага освен сухото отразяване на събития и описването им от чисто логистична гледна точка и анализ на причинно-следствени връзки, които обясняват отношенията в света на господари и работници. Той служи като стратегически център за доразвиване на всички инициативи за по-добри условия на работното място, като анализите винаги се представят в контекста на препоръки за подобрения в организацията на стачки и създават подробна представа относно стратегиите на корпоративни лидери, насочени към объркване и разединяване на работници.